# Polylychnis
- Commons
- Wikispecies

Polylychnis Bremek., segundo o Sistema APG II, é um género botânico pertencente à família Acanthaceae, natural da América do Sul.

## Sinonímia
- Ruellia L.

## Espécies
Apresenta duas espécies:
- Polylychnis essequibensis
- Polylychnis fulgens
- «Lista das espécies»

## Nome e referências
Polylychnis Bremekamp, 1938

## Classificação do gênero
| Sistema | Classificação                       | Referência            |
| ------- | ----------------------------------- | --------------------- |
| APG II  | Ordem Lamiales, família Acanthaceae | APweb, versão 9, 2008 |